# Parc national de Pukaskwa
Le parc national de Pukaskwa est un parc national du Canada située en Ontario au nord-est du lac Supérieur.